# Нуменије из Апамеје
Нуменије из Апамеје ( стгрч. Νουμήνιος ὁ ἐξ Ἀπαμείας; 2. половина II вијека) је грчки филозоф, неопитагорејац, претеча неоплатонизма.
Рођен у сиријском граду Апамеја.
Одломци из његових бројних дјела сачувани су захваљујући Оригену, Теодориту, а посебно Јевсевију, из којих је позната суштина његове платонско-питагорејске философије. Нуменије је, као неопитагорејац, покушао да испита узајамну везу између Платона и Питагоре, и њихово свагдашње сагласје са догмама и мистеријама Брамана, Јевреја, зороастријских магова и старих Египћана . Његова намјера је била да поврати праву философију Платона као посредника Сократа и Питагоре, коју је желио да очисти од уплива доктрина Аристотела, стоика и незадовољавајућих објашњења Спеусипа и Ксенократа .
Називао је Платона „Мојсијем који говори грчки”. Развио је учење о три бога: Оцу-Благом, Демијургу и Космосу. У психологији се придржавао учења о двије душе у човеку - доброј и злој.
Неоплатонисти су високо цијенили Нуменијева дјела. Амелије, Плотинов ученик, написао је два тома коментара на њих.

## Издања и преводи
- Thedinga F. De Numenio philosophe platonico. Bonn, 1875
- Leemans E. A. Studie over den Wijsgeer Numenius van Apamea met Uitgave der Fragmenten. Brux., 1937
- В серии «Collection Budé»: Numénius. Fragments. Texte établi et traduit par E. des Places. 2e tirage 2003. 220 p.
- Фрагменти и сведочанства Архивирано на веб-сајту  (16. јун 2021)   у руском преводу.

## Везе
- Нуменије Архивирано на веб-сајту  (14. новембар 2012)
- Нуменије Архивирано на веб-сајту  (1. јул 2011)